# 崇教真光

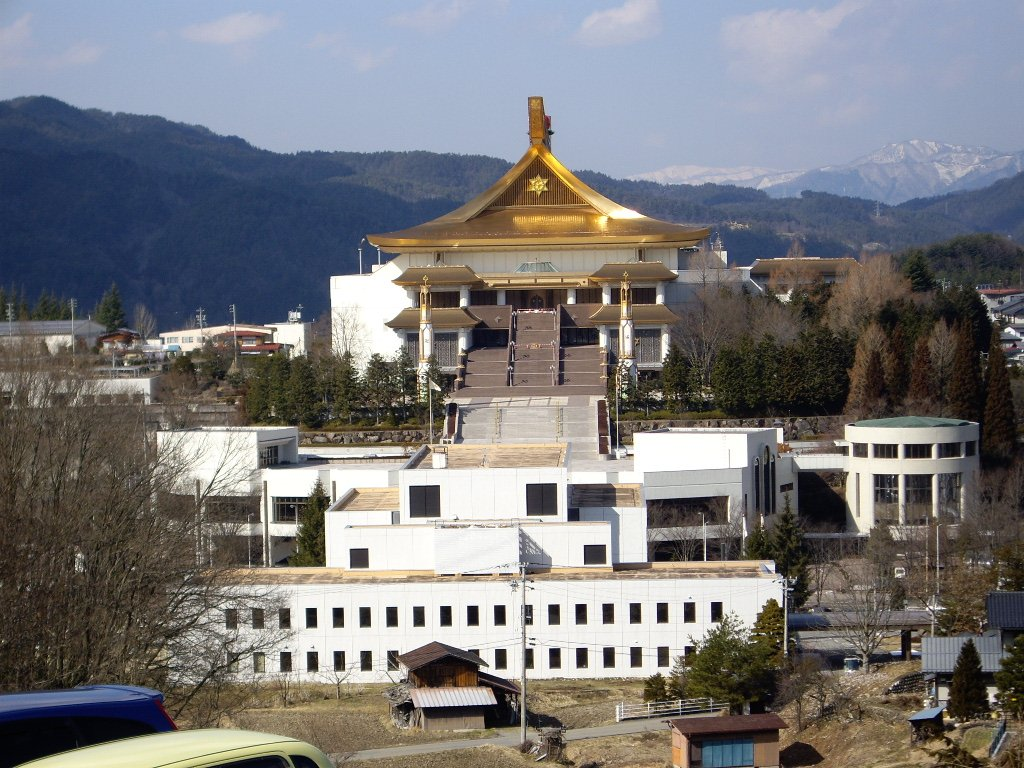
位于岐阜县高山市的崇教真光教团总部

崇教真光（／ Sūkyō Mahikari）是发源于日本的一个新兴宗教，总部位于岐阜县高山市。现教主为第三代，冈田光央。目前，该教已经在世界上一百余国家有分布，其中日本国内有约一千余处据点，日本国外约有三百余处据点，有信徒约一百万人，其中日本国外信徒有约二十万。

## 历史
该教是1959年创教的世界真光文明教团的分支，在教义、仪轨诸方面相通相似之处颇多。但因两教共同的初代教祖冈田光玉于1974年去世后，教团内部势力斗争而分裂，教团干部关口荣成功执掌世界真光文明教团，而冈田光玉养女冈田惠珠则另立一新教团，即崇教真光教团。两者有时被总称为“真光系教团”。
2009年11月1日，冈田晃弥任崇教真光第三代教主，改名冈田光央。2016年，崇教真光第二代教主冈田惠珠去世。目前，崇教真光教团的宗教势力已数倍于世界真光文明教团。
1980年，崇教真光会员黒田稔自崇教真光独立，自立“光轮”教团，1983年改称为主光光波世界神团，2013年改称“主光”（／）。

## 教义
崇拜主神御亲元主真光大御神（／），其主要教义为冈田光玉所提倡的“地球元一，世界元一，人类元一，万教又元一”。认为人类八成以上疾病、争斗、灾害均是与恶灵所起的“灵障”，去除的方法是主神所授的“真光之业”，由教主或有资格的道师作为施光者，对信徒进行“御净”，从而能达到人生的三大目的“健”、“和”、“富”。认为教团负有传明主神的秘密计划之使命，宣称今后地球将有大变动。
该教也强调医药、农药，主张采用“真光之业”来排除积累在体内的毒素（浊毒）。在各地建有“阳光农园”进行实践。

## 分布
目前，该教已经在世界上一百余国家有分布，有信徒约一百万人，其中日本国外信徒有约二十万。主要集中于欧洲、北美。其在欧洲的传教中心为法国，在巴黎建有大道场。北美的传教中心为西海岸，南美的传教中心为巴西、秘鲁，非洲的传教中心在科特迪瓦的阿比让。在亚太地区则以澳大利亚为中心，向北辐射巴布亚新几内亚、印尼、马来西亚、新加坡及香港、台湾等地区。1995年，法国国民议会统计该教在法国共有约一万五千至两万名信徒，占当时全世界五十万信徒的约百分之四左右。
1997年该教团因巨额财产涉嫌挪用公款、暴力活动等，曾在比利时被法庭调查。曾购入位于卢森堡的古堡。
据称，西非的大量信徒每年数次申请日本签证，以参加岐阜县高山市总部的月次祭（ツキナミサイ）。